# Малая Романовка (Самарская область)
Малая Романовка (также Клейн-Романов) — деревня в Кошкинском районе Самарской области, в составе сельского поселения Большая Романовка.
Основана как немецкая колония в 1864 году.

## История
Основана как немецкая колония в 1864 году. Названо по царской фамилии. Основатели — фабричные рабочие из Польши и выходцы из Причерноморья. Деревня относилась к лютеранскому приходу Самара. Часть жителей составляли католики и баптисты. Входило в состав Констатиновского колонистского округа, позднее Константиновской волости Самарского уезда Самарской губернии. В 1910 году основано Общество страхования от огня.
В советский период в составе Кошкинского района Самарской (Куйбышевской) области. В 1926 году в деревне имелись начальная школа, сельсовет.
28 августа 1941 года был издан Указ Президиума ВС СССР о переселении немцев, проживающих в районах Поволжья. Немецкое население было депортировано.

## Физико-географическая характеристика
Деревня расположена в Заволжье, вытянута вдоль левого берега реки Юмратка (приток Большого Черемшана). Напротив расположено село Большая Романовка. Рельеф — полого-увалистый. Почвы — чернозёмы.
По автомобильным дорогам расстояние до районного центра села Кошки составляет 15 км, до областного центра города Самара — 150 км.

## Население
| 1897 | 1910 | 1926 | 1930 | 2010 |
| ---- | ---- | ---- | ---- | ---- |
| 192  | ↘105 | ↗200 | ↗238 | ↘68  |

В 1926 годы немцы составляли 93 % населения деревни.